# Florian Steinmann
Pour les articles homonymes, voir Steinmann.
Florian Steinmann est un joueur suisse de basket-ball né le 13 avril 1991 à Meyrin (Genève). Il évolue au poste Ailier (basket-ball) et Arrière (basket-ball).

## Biographie
Sa passion pour le basket a débuté à Bernex (Genève), à l’âge de 7 ans. Son club formateur lui a permis de se hisser jusqu’en LNB (2ème division suisse), de faire partie d’une sélection régionale (Sélection Genevoise) et d’être sélectionné par l’équipe nationale suisse U18.  L’année suivante, alors qu’il avait tout juste 18 ans, il a rejoint le club du BBC Monthey, en LNA. Les trois années suivantes, il a eu le privilège de jouer pour les Lions de Genève et d’acquérir de prestigieux titres (voir son palmarès ci-dessous). 
Il a également représenté son pays, la Suisse, Championnat d'Europe de basket-ball masculin U20, en Autriche. La suite de sa carrière l’a mené vers le club d’Union Neuchâtel équipe jouant les premiers rôles en LNA. Après deux années très enrichissantes, il a répondu à l’appel des Lugano Tigers. 
Désireux d'étoffer son effectif pour la Basketball Champions League,  Fribourg Olympic Basket fit appel a lui pour les renforcer.
Depuis sa première sélection nationale, il a eu la chance de ne jamais quitter l’équipe suisse Swiss Basketball.

## Clubs
- 1997-2010 : Bernex Genève Basket
- 2010-2011 : BBC Monthey
- 2011-2014 : Lions de Genève
- 2014-2016 : Union Neuchâtel
- 2016-2018 : Lugano Tigers
- 2018-2019 : Fribourg Olympic Basket
- 2020-2021: Lugano Tigers
- 2022-2023: BC Boncourt

## Palmarès
- 2007-2008 : Champion genevois et vice-champion suisse Bernex Basket Cadets
- 2008-2009 : Champion Suisse Bernex Basket Juniors

Participation au 4ème tournoi international avec la sélection Genevoise Stage Sélection moins de 19 ans / Belgrade (Serbie) 
Sacré “meilleur scorer” avec 21.7 points de moyenne 
- 2010-2011 : Finaliste de la coupe Suisse avec le BBC Monthey
- 2011-2012 : Vice-champion suisse avec les Lions de Genève

- 2012-2013 : Champion Suisse LNA et Vainqueur de la Coupe de la Ligue avec les Lions de Genève
- 2013-2014 : Vainqueur de la Coupe Suisse avec les Lions de Genève
- 2014-2015 : Vice-champion suisse LNA et finaliste de la Coupe Suisse avec Union Neuchâtel
- 2015-2016 : Vice-champion suisse LNA avec Union Neuchâtel
- 2017-2018 : Finaliste de la Coupe Suisse et de la Coupe de la Ligue avec les Lugano Tigers
- 2018-2019 : Champion Suisse LNA et Vainqueur de la Coupe Suisse avec Fribourg Olympic Basket. Participation à la Basketball Champions League

4ème meilleur marqueur des Universiade d'été de 2015 et meilleur marqueur suisse avec 15.5 points de moyenne, en Corée du Sud, avec l'équipe nationale suisse 28e Universiade d'été à Gwangju.